# Mantua fulvosericea
Mantua fulvosericea är en fjärilsart som beskrevs av Walsingham 1897. Mantua fulvosericea ingår i släktet Mantua och familjen vecklare. Inga underarter finns listade i Catalogue of Life.